# Mesochorus eruditus
Mesochorus eruditus là một loài tò vò trong họ Ichneumonidae.